# Arraia-Maeztu
Pour les articles homonymes, voir Maeztu (homonymie).
Arraia-Maeztu en basque ou Arraya-Maestu en espagnol, est une commune d'Alava dans la communauté autonome du Pays basque en Espagne.

## Hameaux
La commune comprend les hameaux suivants :
- Apellániz (Apinaiz en basque), concejo ;
- Atauri, concejo ;
- Azazeta, concejo ;
- Korres, concejo ;
- Maeztu (Maestu en espagnol), concejo, chef-lieu de la commune ;
- Onraita (Erroeta en basque), concejo ;
- Real Valle de Laminoria (Laminoriako Erret Harana en basque), vallée qui regroupe les hameaux Aletxa, Arenaza (Areatza en basque), Cicujano (Zekuiano en basque), Ibisate, Leorza (Elortza en basque) et Musitu ;
- Róitegui (Erroitegi en basque), concejo ;
- Sabando, concejo ;
- Vírgala Mayor (Birgara Goien en basque), concejo, avec ses deux hameaux Vírgala Mayor et Vírgala Menor (Birgara Barren en basque).